# Eupithecia commenticia
Eupithecia commenticia är en fjärilsart som beskrevs av András Vojnits 1982. Eupithecia commenticia ingår i släktet Eupithecia och familjen mätare. Inga underarter finns listade i Catalogue of Life.